# یال (جانورشناسی)

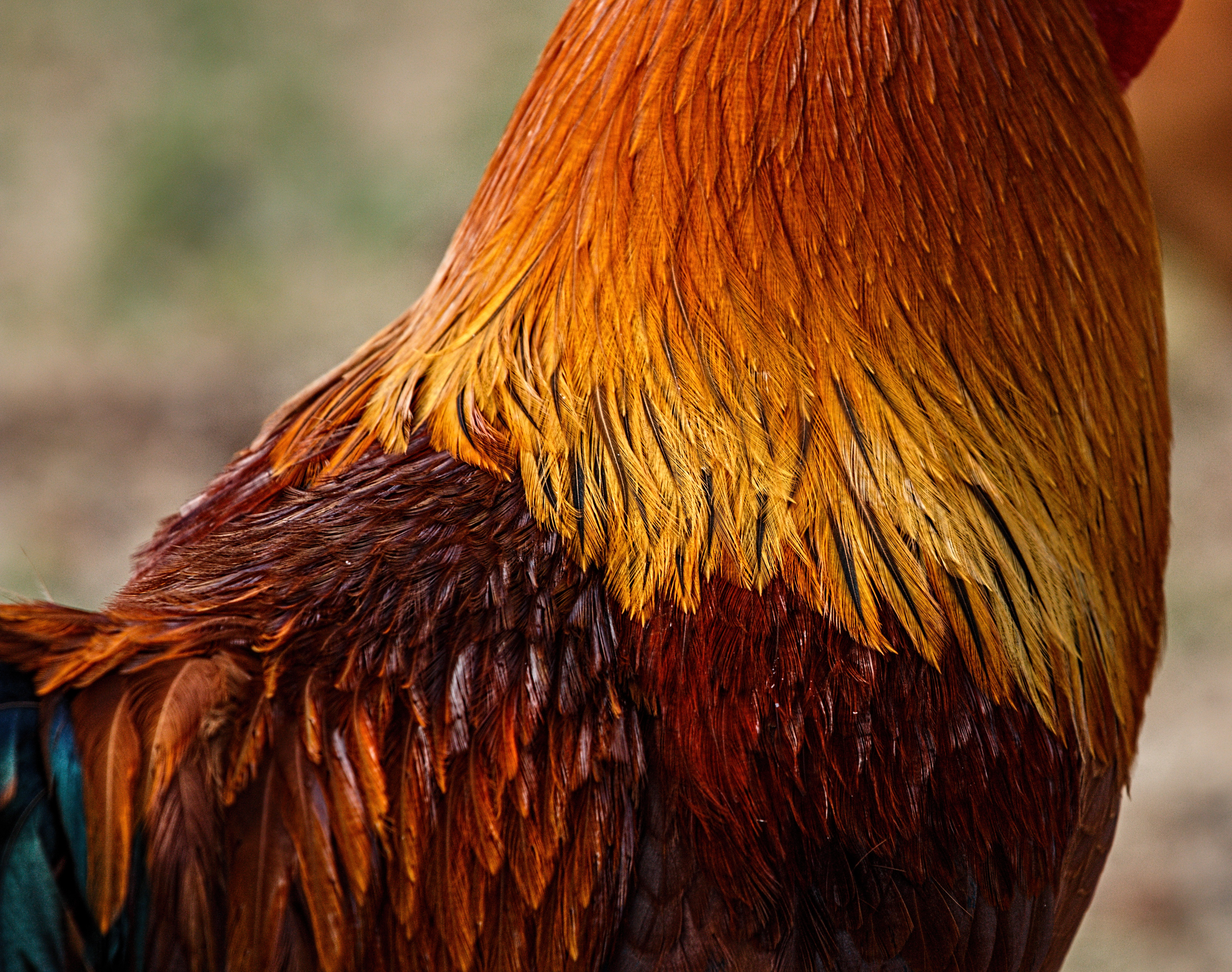
قلاب‌های زرد روی ناحیه گردن خروس

یال‌ها (به انگلیسی: Hackles) پرهای افراشته یا موهای ناحیه گردن در برخی از پرندگان و پستانداران هستند.

## پرندگان
در پرندگان، یال به گروه پرهایی گفته می‌شود که در امتداد پشت و کنار گردن یافت می‌شوند. یال‌های برخی از انواع مرغ، به‌ویژه خروس‌ها، بلند، ظریف و اغلب در رنگ‌های روشن هستند. این یالها ممکن است در ماهیگیری با مگس به عنوان دام استفاده شوند.

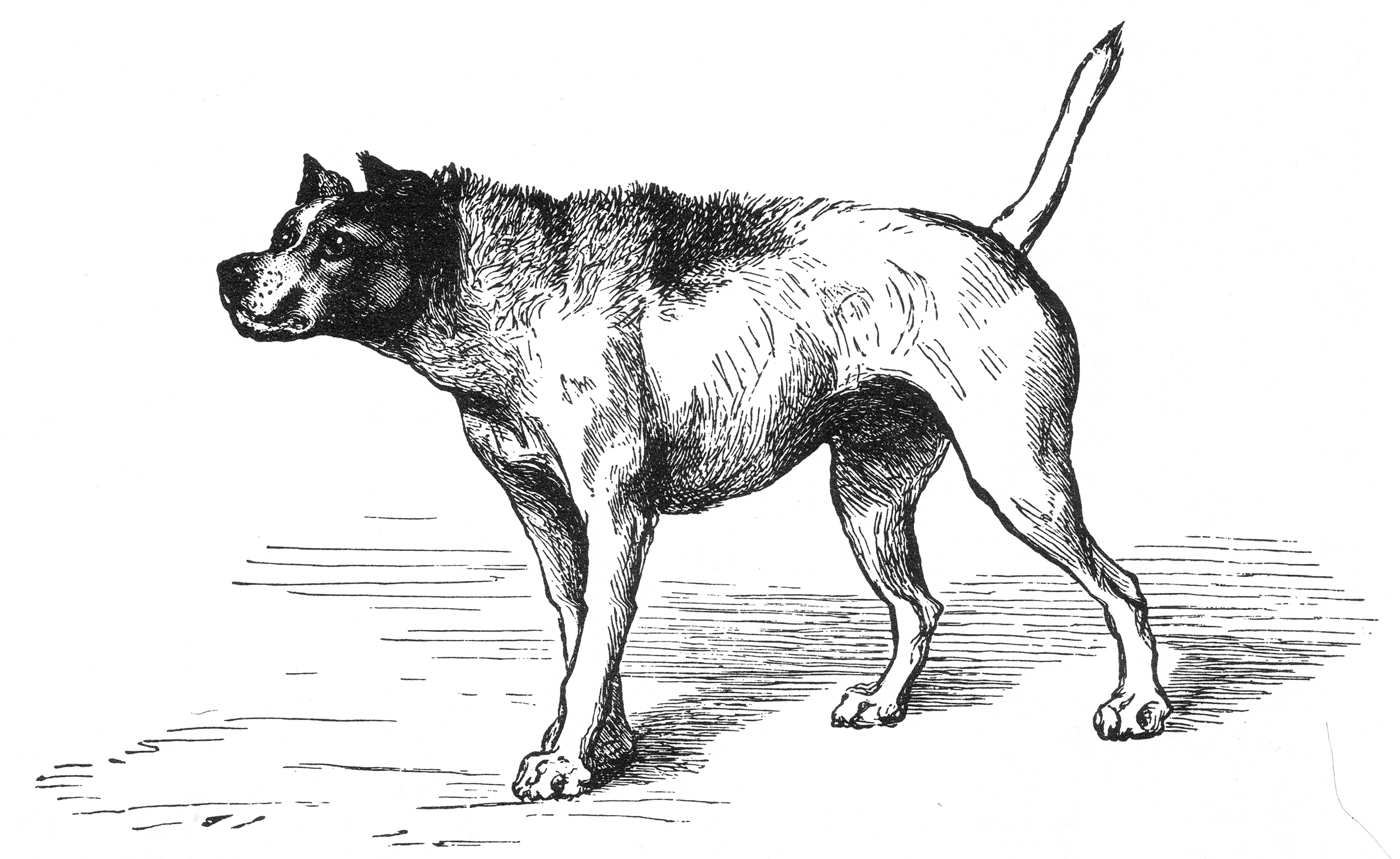
نقاشی یک سگ با یال‌های برآمده

## پستانداران
در پستانداران، یال‌ها موهای گردن و پشت هستند که هنگام ترسیدن جانور، به عنوان بخشی از واکنش جنگ یا گریز یا برای نشان دادن تسلط بر جانوران زیردست، راست می‌شوند. بالا بردن یال سبب می‌شود تا جانور بزرگ‌تر به نظر برسد، و به عنوان یک هشدار دیداری برای جانوران دیگر عمل می‌کند. گرگ‌های خاکستری به‌عنوان رفتار چیره‌جویانه، توسط گوزن‌هایی که برای حمله آماده می‌شوند، و توسط گربه‌ها و کفتارهای راه‌راه که ترسیده یا تهدید می‌شوند، از یال‌های برآمده استفاده می‌کنند. فرآیندی که طی آن موها بلند می‌شوند، سیخ‌شدن یا افراشته‌شدن نامیده می‌شود. انقباض ماهیچه راست‌کننده مو مرتبط با هر فولیکول مو سبب می‌شود موها افراشته شوند.